# التوینی
التوینی (به عربی: التوینی) یک روستا در سوریه است که در ناحیه قلعه المضیق واقع شده‌است. التوینی ۲٬۳۰۴ نفر جمعیت دارد.